# Из прошлого
«Из прошлого» (англ. Out of the Past) — американский нуар режиссёра Жака Турнёра. Сценарий написан Дэниелом Майнуэрингом под псевдонимом «Джеффри Хоумс» по собственному роману «Стройте мне виселицу повыше» (англ. Build My Gallows High), изданному под тем же псевдонимом.

## Сюжет
Джефф Бэйли — неприметный владелец бензоколонки в Бриджпорте, Калифорния. Его узнаёт проезжающий через город Джо Стефанос и говорит, что Джеффа ищет их общий знакомый Уит Стерлинг. Джефф вместе со своей девушкой Энн Миллер едет к Уиту на озеро Тахо и по дороге рассказывает о своём прошлом.
Его настоящее имя — Джефф Маркем. Он со своим напарником Джеком Фишером работал в Нью-Йорке частным детективом. Джеффа нанял Уит Стерлинг, богатый игрок. Подружка Уита, Кэти Моффат, выстрелила в него, а затем сбежала, украв 40 000 долларов. Уит хочет вернуть девушку и деньги. Поиски приводят Джеффа в Акапулько, там он встречает Кэти и знакомится с ней, не говоря, что ищет её. У них начинается роман. Наконец Джефф говорит правду: Уит жив и хочет, чтобы Кэти вернулась; она заявляет, что не крала деньги. Они решают уехать вместе. На следующий день неожиданно появляются Уит и Джо Стефанос; Джефф сообщает, что Кэти не найдена и, по его данным, села на пароход, плывущий на юг. Уит уезжает, а влюблённые садятся на пароход, плывущий на север. Они живут в Сан-Франциско как можно неприметнее, но Фишер, напарник Джеффа, выслеживает их и требует 40 000 долларов за молчание. Между ним и Джеффом завязывается драка, но Кэти убивает Фишера из пистолета и уезжает. Джефф находит её банковскую книжку, на которой лежит 40 000 долларов.
Джефф говорит Энн, что никогда с тех пор не встречался с Кэти. Они добираются до Уита, и Энн уезжает. В доме Уита Джефф обнаруживает Кэти. Уит, не говоря ни слова о прошлом, нанимает Джеффа для нового дела: у него проблемы с подоходным налогом, все налоговые документы у сан-францисского адвоката Леонарда Илса, использующего их для шантажа. Джеффу предстоит выкрасть документы.
В Сан-Франциско он встречается с секретаршей Илса, Митой Карсон, которая обсуждает с ним план похищения документов. Джефф уверен, что его хотят подставить, и при встрече с Илсом пытается предупредить его об опасности. Позже он находит Илса убитым: Уит с помощью Кэти спланировал убийство, чтобы обвинить в нём Джеффа. Среди бумаг — письменное показание Кэти, в котором Джефф назван и убийцей Фишера.
Джефф идёт в ночной клуб Уита и забирает документы, затем возвращается в Бриджпорт, где живёт в лесу у реки. Джо Стефанос выслеживает его и пытается убить, но погибает сам. Джефф едет к Уиту и обнаруживает, что Кэти убила его. Она требует, чтобы Джефф уехал с ней, или она обвинит его в тройном убийстве. Джефф соглашается, но, пока Кэти собирает вещи, звонит в полицию. На дороге их ждёт засада. Кэти убивает Джеффа, после чего полиция открывает по машине огонь. Кэти погибает.

## В ролях
- Роберт Митчем — Джефф Бэйли
- Джейн Грир — Кэти Моффат
- Кирк Дуглас — Уит Стерлинг
- Ронда Флеминг — Мета Карсон
- Ричард Уэбб — Джим
- Стив Броуди — Джек Фишер
- Вирджиния Хьюстон — Энн Миллер
- Пол Вэлентайн — Джо Стефанос
- Кен Найлс — Леонард Илс

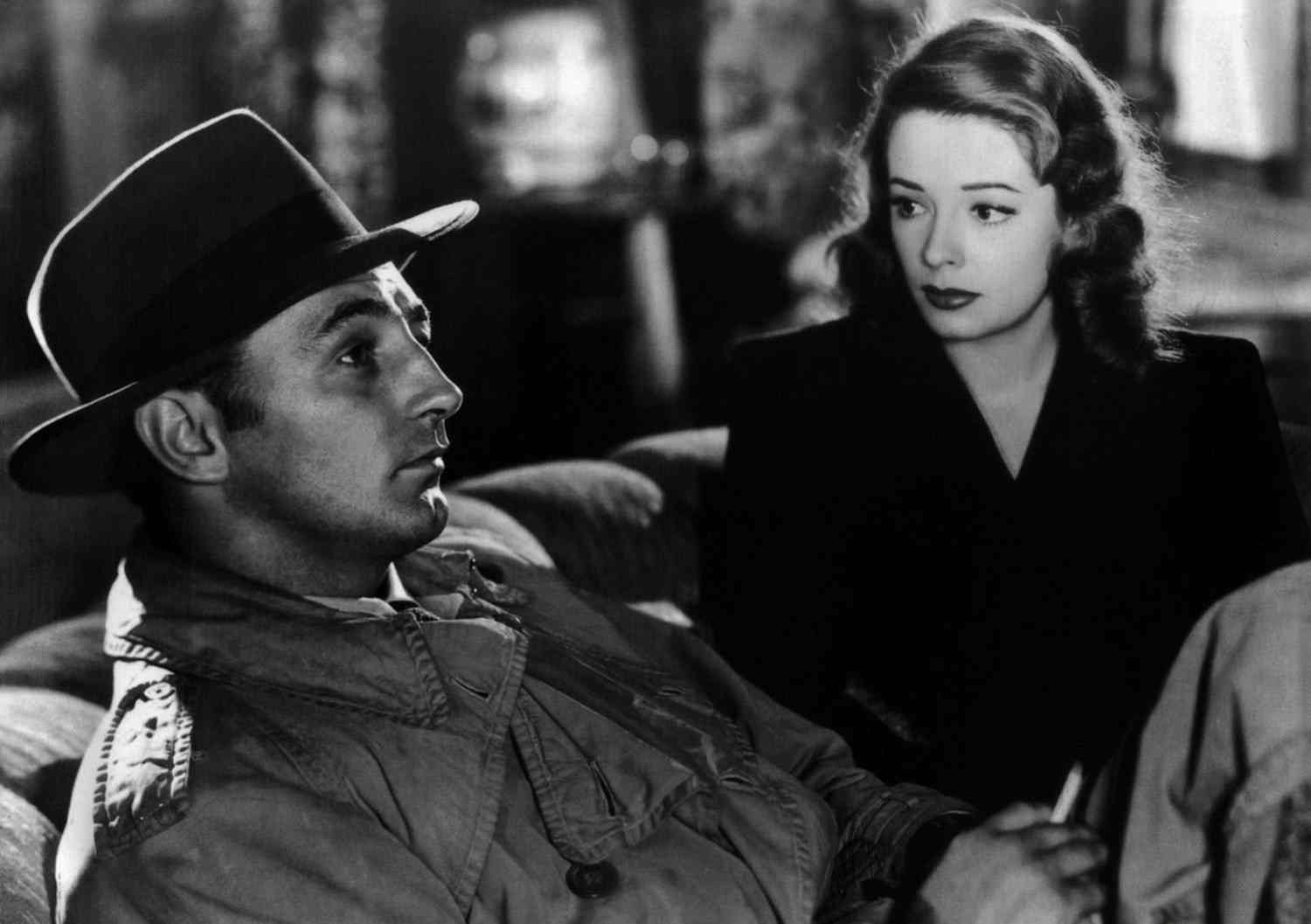
Джефф Бэйли (Роберт Митчем) и Кэти Моффат (Джейн Грир)

- Тереза Харрис — Юнис Леонард (в титрах не указана)
- Джон Келлогг — Лу Бэйлорд (в титрах не указан)

## Признание
«Из прошлого» признаётся одним из наиболее характерных образцов нуара. В фильме присутствуют все основные составляющие нуаровой стилистики: циничный частный детектив в качестве главного героя, роковая женщина, множество флешбэков с закадровым рассказом, виртуозное использование светотени в кадре, общий фаталистический настрой, сдобренный провокационными шутками. В 1991 году фильм был включён в Национальный реестр фильмов США.

## Ремейки
- «Жестокий город» (итал. Città violenta, 1970) с Чарльзом Бронсоном.
- «Наперекор всему» (англ. Against All Odds, 1984). Джейн Грир снялась в роли матери Кэти.